# Diskografie Machine Gun Kellyho
Toto je seznam vydané diskografie amerického hudebníka MGK (dříve Machine Gun Kelly).

## Studiová alba
| Lace Up                                                                                 | - Vydáno: 9. října 2012 - Vydavatelství: Bad Boy, Interscope    | 4           | 2           | —           | —           | —           | 14          | —           | —           | —           | —           | - US: 263,000 | - RIAA: Gold                                   |
| General Admission                                                                       | - Vydáno: 16. října 2015 - Vydavatelství: Bad Boy, Interscope   | 4           | 1           | —           | 38          | —           | 5           | —           | 33          | 30          | 120         | - US: 56,000  | - RIAA: Gold                                   |
| Bloom                                                                                   | - Vydáno: 12. května 2017 - Vydavatelství: Bad Boy, Interscope  | 8           | 3           | —           | 37          | 36          | 6           | 52          | 26          | 29          | 37          | - US: 76,850  | - RIAA: Platinum                               |
| Hotel Diablo                                                                            | - Vydáno: 5. července 2019 - Vydavatelství: Bad Boy, Interscope | 5           | 4           | —           | 26          | 37          | 6           | 54          | 23          | 22          | 43          | - US: 21,700  | - RIAA: Gold - BPI: Silver                     |
| Tickets to My Downfall                                                                  | - Vydáno: 25. září 2020 - Vydavatelství: Bad Boy, Interscope    | 1           | —           | 1           | 2           | 5           | 1           | 7           | 5           | 10          | 3           | - US: 200,000 | - RIAA: Platinum - BPI: Gold - MC: 2× Platinum |
| Mainstream Sellout                                                                      | - Vydáno: 25. března 2022 - Vydavatelství: Bad Boy, Interscope  | 1           | —           | 1           | 1           | 3           | 1           | 4           | 4           | 5           | 2           | - US: 62,559  | - RIAA: Gold - BPI: Gold - MC: Platinum        |
| Lost Americana                                                                          | - Vyjde: 8. srpna 2025 - Vydavatelství: Interscope              | bude vydáno | bude vydáno | bude vydáno | bude vydáno | bude vydáno | bude vydáno | bude vydáno | bude vydáno | bude vydáno | bude vydáno | bude vydáno   | bude vydáno                                    |
| "—" značí, že se nahrávka neumístila v hitparádách nebo v tomto území ani nebyla vydána |                                                                 |             |             |             |             |             |             |             |             |             |             |               |                                                |

## Extended play
| Název                                                                                   | Detaily                                                        | Umístění v hitparádách | Umístění v hitparádách | Umístění v hitparádách | Umístění v hitparádách | Umístění v hitparádách | Umístění v hitparádách | Umístění v hitparádách | Prodeje      |
| Název                                                                                   | Detaily                                                        | US                     | US R&B/HH              | US Rap                 | AUS                    | CAN                    | FIN                    | NZ                     | Prodeje      |
| --------------------------------------------------------------------------------------- | -------------------------------------------------------------- | ---------------------- | ---------------------- | ---------------------- | ---------------------- | ---------------------- | ---------------------- | ---------------------- | ------------ |
| Half Naked & Almost Famous                                                              | - Vydáno: 20. března 2012 - Vydavatelství: Bad Boy, Interscope | 46                     | 10                     | 9                      | —                      | —                      | —                      | —                      | - US: 36,500 |
| Binge                                                                                   | - Vydáno: 21. září 2018 - Vydavatelství: Bad Boy, Interscope   | 24                     | 16                     | 14                     | 62                     | 15                     | 47                     | 39                     | - US: 15,700 |
| Lockdown Sessions                                                                       | - Vydáno: 2. března 2022 - Vydavatelství: Bad Boy, Interscope  | —                      | —                      | —                      | —                      | —                      | —                      | —                      |              |
| Genre: Sadboy (s Trippie Redd)                                                          | - Vydáno: 29. března 2024 - Vydavatelství: Interscope          | 30                     | 9                      | —                      | —                      | 98                     | —                      | —                      |              |
| "—" značí, že se nahrávka neumístila v hitparádách nebo v tomto území ani nebyla vydána |                                                                |                        |                        |                        |                        |                        |                        |                        |              |

## Mixtapy
| Název                                        | Detaily                                                     |
| -------------------------------------------- | ----------------------------------------------------------- |
| Stamp of Approval Prelude                    | - Vydáno: 2006 - Vydavatelství: samovydavatel               |
| Stamp of Approval                            | - Vydáno: 12. října 2007 - Vydavatelství: samovydavatel     |
| Certified                                    | - Vydáno: 2008 - Vydavatelství: samovydavatel               |
| Homecoming                                   | - Vydáno: 1. dubna 2009 - Vydavatelství: samovydavatel      |
| 100 Words and Running                        | - Vydáno: 11. února 2010 - Vydavatelství: samovydavatel     |
| The Differenter Gang (s Travis Porter a FKi) | - Vydáno: 3. září 2010 - Vydavatelství: samovydavatel       |
| Lace Up                                      | - Vydáno: 18. listopadu 2010 - Vydavatelství: samovydavatel |
| Rage Pack                                    | - Vydáno: 14. října 2011 - Vydavatelství: samovydavatel     |
| EST 4 Life (s Dub-O)                         | - Vydáno: 13. srpna 2012 - Vydavatelství: samovydavatel     |
| Black Flag                                   | - Vydáno: 26. června 2013 - Vydavatelství: samovydavatel    |
| Fuck It                                      | - Vydáno: 23. července 2015 - Vydavatelství: samovydavatel  |

## Singly

### Jako hlavní umělec
| Název | Rok  | Umístění v hitparádách | Umístění v hitparádách | Umístění v hitparádách | Umístění v hitparádách | Umístění v hitparádách | Umístění v hitparádách | Umístění v hitparádách | Umístění v hitparádách | Umístění v hitparádách | Umístění v hitparádách | Umístění v hitparádách | Certifikace                                                                             | Album                                             |
| Název | Rok  | US                     | US R&B /HH             | US Rock                | AUS                    | AUT                    | CAN                    | IRE                    | NZ                     | SWE                    | UK                     | WW                     | Certifikace                                                                             | Album                                             |
| --- | ---- | ---------------------- | ---------------------- | ---------------------- | ---------------------- | ---------------------- | ---------------------- | ---------------------- | ---------------------- | ---------------------- | ---------------------- | ---------------------- | --------------------------------------------------------------------------------------- | ------------------------------------------------- |
| "Alice in Wonderland"                                                                                                  | 2010 | —                      | —                      | —                      | —                      | —                      | —                      | —                      | —                      | —                      | —                      | —                      |                                                                                         | Midwest Block Starz                               |
| "Wild Boy" (feat. Waka Flocka Flame nebo remix feat. Meek Mill, 2 Chainz, French Montana, Mystikal, Steve-O, Yo Gotti) | 2011 | 98                     | 49                     | —                      | —                      | —                      | —                      | —                      | —                      | —                      | —                      | —                      | - RIAA: 3× Platinum                                                                     | Rage Pack, Half Naked & Almost Famous a Lace Up   |
| "Invincible" (feat. Ester Dean)                                                                                        | 2011 | —                      | 60                     | —                      | —                      | —                      | —                      | —                      | —                      | —                      | —                      | —                      | - RIAA: Gold                                                                            | Lace Up                                           |
| "Hold On (Shut Up)" (feat. Young Jeezy)                                                                                | 2012 | —                      | 86                     | —                      | —                      | —                      | —                      | —                      | —                      | —                      | —                      | —                      |                                                                                         | Lace Up                                           |
| "Till I Die" | 2015 | —                      | 32                     | —                      | —                      | —                      | —                      | —                      | —                      | —                      | —                      | —                      | - RIAA: Platinum                                                                        | General Admission                                 |
| "A Little More" (feat. Victoria Monét)                                                                                 | 2015 | —                      | 35                     | —                      | —                      | —                      | 81                     | —                      | —                      | —                      | —                      | —                      | - RIAA: Gold                                                                            | General Admission                                 |
| "Gone" (feat. Leroy Sanchez)                                                                                           | 2015 | —                      | —                      | —                      | —                      | —                      | —                      | —                      | —                      | —                      | —                      | —                      |                                                                                         | General Admission                                 |
| "Young Man" (feat. Chief Keef)                                                                                         | 2016 | —                      | —                      | —                      | —                      | —                      | —                      | —                      | —                      | —                      | —                      | —                      |                                                                                         | Singl bez alb                                     |
| "Bad Things" (s Camila Cabello)                                                                                        | 2016 | 4                      | 2                      | —                      | 22                     | 48                     | 11                     | 21                     | 11                     | 36                     | 16                     | —                      | - RIAA: 5× Platinum - ARIA: Platinum - BEA: Gold - BPI: Platinum - RMNZ: 2× Platinum    | Bloom                                             |
| "At My Best" (feat. Hailee Steinfeld)                                                                                  | 2017 | 60                     | —                      | —                      | 87                     | 71                     | 66                     | —                      | —                      | —                      | —                      | —                      | - RIAA: Platinum - RMNZ: Gold                                                           | Bloom                                             |
| "Trap Paris" (feat. Quavo a Ty Dolla Sign)                                                                             | 2017 | —                      | —                      | —                      | —                      | —                      | 98                     | —                      | —                      | —                      | —                      | —                      | - RIAA: Gold                                                                            | Bloom                                             |
| "Home" (s X Ambassadors a Bebe Rexha)                                                                                  | 2017 | 90                     | 35                     | —                      | 74                     | 32                     | 43                     | 74                     | 30                     | 99                     | 64                     | —                      | - RIAA: Platinum - BPI: Gold - IFPI NOR: 3× Platinum - RMNZ: 2× Platinum                | Bright: The Album                                 |
| "Loco" | 2018 | —                      | —                      | —                      | —                      | —                      | —                      | —                      | —                      | —                      | —                      | —                      |                                                                                         | Binge                                             |
| "Rap Devil" | 2018 | 13                     | 10                     | —                      | 45                     | —                      | 9                      | 11                     | 24                     | 82                     | 15                     | —                      | - RIAA: Platinum - BPI: Silver - RMNZ: Platinum                                         | Binge                                             |
| "Lately" | 2018 | —                      | —                      | —                      | —                      | —                      | —                      | —                      | —                      | —                      | —                      | —                      |                                                                                         | Binge                                             |
| "Hollywood Whore" | 2019 | —                      | —                      | —                      | —                      | —                      | —                      | —                      | —                      | —                      | —                      | —                      |                                                                                         | Hotel Diablo                                      |
| "El Diablo" | 2019 | —                      | —                      | —                      | —                      | —                      | —                      | —                      | —                      | —                      | —                      | —                      | - RIAA: Gold                                                                            | Hotel Diablo                                      |
| "I Think I'm Okay" (s Yungblud a Travis Barker)                                                                        | 2019 | —                      | —                      | 3                      | 59                     | —                      | 77                     | 56                     | —                      | —                      | 90                     | —                      | - RIAA: 2× Platinum - ARIA: Platinum - BPI: Platinum - MC: 3× Platinum - RMNZ: Platinum | Hotel Diablo                                      |
| "Glass House" (feat. Naomi Wild)                                                                                       | 2019 | —                      | —                      | —                      | —                      | —                      | —                      | —                      | —                      | —                      | —                      | —                      | - RIAA: Gold - RMNZ: Gold                                                               | Hotel Diablo                                      |
| "Why Are You Here" | 2019 | —                      | —                      | 4                      | —                      | —                      | —                      | —                      | —                      | —                      | —                      | —                      |                                                                                         | Mainstream Sellout (Life in Pink deluxe)          |
| "Bullets with Names" (feat. Young Thug, RJmrLA a Lil Duke)                                                             | 2020 | —                      | —                      | —                      | —                      | —                      | —                      | —                      | —                      | —                      | —                      | —                      |                                                                                         | Hotel Diablo: Floor 13 Edition                    |
| "Bloody Valentine" | 2020 | 50                     | —                      | 3                      | 84                     | —                      | 40                     | 78                     | —                      | —                      | 51                     | 74                     | - RIAA: 2× Platinum - BPI: Gold - MC: 3× Platinum - RMNZ: Gold                          | Tickets to My Downfall                            |
| "Concert for Aliens"                                                                                                   | 2020 | —                      | —                      | 17                     | —                      | —                      | —                      | —                      | —                      | —                      | —                      | —                      | - RIAA: Gold                                                                            | Tickets to My Downfall                            |
| "My Ex's Best Friend" (feat. Blackbear)                                                                                | 2020 | 20                     | —                      | 2                      | 22                     | 47                     | 26                     | 34                     | —                      | —                      | 30                     | 25                     | - RIAA: 3× Platinum - ARIA: Platinum - BPI: Platinum - MC: 6× Platinum - RMNZ: Platinum | Tickets to My Downfall                            |
| "DayWalker" (feat. Corpse Husband)                                                                                     | 2021 | 88                     | —                      | 8                      | —                      | —                      | 62                     | 70                     | —                      | —                      | 53                     | 170                    |                                                                                         | Singly bez alb                                    |
| "Love Race" (feat. Kellin Quinn)                                                                                       | 2021 | —                      | —                      | 12                     | 87                     | —                      | 75                     | 64                     | —                      | —                      | 56                     | 115                    |                                                                                         | Mainstream Sellout (Target & Bonus Track Edition) |
| "Papercuts" | 2021 | 79                     | —                      | 9                      | 73                     | —                      | 57                     | 90                     | —                      | —                      | 74                     | 99                     |                                                                                         | Mainstream Sellout                                |
| "Thought It Was" (s Iann Dior a Travis Barker)                                                                         | 2022 | —                      | —                      | 18                     | —                      | —                      | 76                     | —                      | —                      | —                      | —                      | —                      |                                                                                         | On to Better Things                               |
| "Emo Girl" (s Willow)                                                                                                  | 2022 | 77                     | —                      | 9                      | 78                     | —                      | 64                     | 71                     | —                      | —                      | 52                     | 91                     | - RIAA: Gold - MC: Gold                                                                 | Mainstream Sellout                                |
| "Ay!" (s Lil Wayne) | 2022 | 82                     | —                      | 8                      | —                      | —                      | 57                     | 92                     | —                      | —                      | 80                     | 92                     | - MC: Gold                                                                              | Mainstream Sellout                                |
| "Maybe" (s Bring Me the Horizon)                                                                                       | 2022 | 68                     | —                      | 6                      | 38                     | 40                     | 36                     | 68                     | —                      | —                      | 39                     | 69                     | - BPI: Silver - MC: Gold                                                                | Mainstream Sellout                                |
| "GFY" (s Blackbear) | 2022 | —                      | —                      | 12                     | —                      | —                      | 85                     | —                      | —                      | —                      | —                      | —                      |                                                                                         | In Loving Memory                                  |
| "More than Life" (feat. Glaive)                                                                                        | 2022 | —                      | —                      | 12                     | —                      | —                      | —                      | —                      | —                      | —                      | —                      | —                      |                                                                                         | Mainstream Sellout (Life in Pink deluxe)          |
| "Pressure" | 2023 | —                      | —                      | —                      | —                      | —                      | —                      | —                      | —                      | —                      | —                      | —                      |                                                                                         | Singly bez alb                                    |
| "Don't Let Me Go" | 2024 | 76                     | —                      | —                      | —                      | —                      | 75                     | —                      | —                      | —                      | 91                     | —                      |                                                                                         | Singly bez alb                                    |
| "BMXXing" | 2024 | —                      | —                      | —                      | —                      | —                      | —                      | —                      | —                      | —                      | —                      | —                      |                                                                                         | Singly bez alb                                    |
| "Sun to Me" | 2024 | —                      | —                      | 24                     | —                      | —                      | —                      | —                      | —                      | —                      | —                      | —                      |                                                                                         | Singly bez alb                                    |
| "El Pistolero" | 2024 | —                      | —                      | —                      | —                      | —                      | —                      | —                      | —                      | —                      | —                      | —                      |                                                                                         | Hotel Diablo: Floor 13 Edition                    |
| "Lonely Road" (s Jelly Roll)                                                                                           | 2024 | 33                     | —                      | 7                      | 66                     | —                      | 25                     | —                      | —                      | —                      | 67                     | 62                     |                                                                                         | Beautifully Broken (Pickin' Up the Pieces)        |
| "Your Name Forever" | 2025 | —                      | —                      | 34                     | —                      | —                      | —                      | —                      | —                      | —                      | —                      | —                      |                                                                                         | Singly bez alb                                    |
| "Come Pick Me Up" | 2025 | —                      | —                      | —                      | —                      | —                      | —                      | —                      | —                      | —                      | —                      | —                      |                                                                                         | Singly bez alb                                    |
| "Iris" (s Julia Wolf)                                                                                                  | 2025 | —                      | —                      | 41                     | —                      | —                      | —                      | —                      | —                      | —                      | —                      | —                      |                                                                                         | Singly bez alb                                    |
| "Cliché" | 2025 | 62                     | —                      | 10                     | 45                     | 42                     | 41                     | 61                     | —                      | —                      | 31                     | 80                     |                                                                                         | Lost Americana                                    |
| "—" značí, že se nahrávka neumístila v hitparádách nebo v tomto území ani nebyla vydána                                |      |                        |                        |                        |                        |                        |                        |                        |                        |                        |                        |                        |                                                                                         |                                                   |

### Jako vedlejší umělec
| Název                                                                                   | Rok  | Umístění v hitparádách | Umístění v hitparádách | Umístění v hitparádách | Umístění v hitparádách | Umístění v hitparádách | Umístění v hitparádách | Umístění v hitparádách | Certifikace                                  | Album                            |
| Název                                                                                   | Rok  | US Bub.                | US Rap                 | US Rock                | CAN                    | IRE                    | NZ Hot                 | UK                     | Certifikace                                  | Album                            |
| --------------------------------------------------------------------------------------- | ---- | ---------------------- | ---------------------- | ---------------------- | ---------------------- | ---------------------- | ---------------------- | ---------------------- | -------------------------------------------- | -------------------------------- |
| "I Don't Dance" (DMX feat. Machine Gun Kelly)                                           | 2012 | —                      | 47                     | —                      | —                      | —                      | —                      | —                      |                                              | Undisputed                       |
| "Alone" (Sleeping with Sirens feat. Machine Gun Kelly)                                  | 2013 | —                      | —                      | 23                     | —                      | —                      | —                      | —                      |                                              | Feel                             |
| "No More Sad Songs" (Little Mix feat. Machine Gun Kelly)                                | 2017 | —                      | —                      | —                      | —                      | 25                     | 9                      | 15                     | - BPI: Platinum - RMNZ: Gold                 | Glory Days: The Platinum Edition |
| "No Reason (The Mosh Pit Song)" (Tech N9ne feat. Machine Gun Kelly a Y2)                | 2018 | —                      | —                      | —                      | —                      | —                      | —                      | —                      |                                              | Planet                           |
| "Too Good to Be True" (Danny Ávila a the Vamps feat. Machine Gun Kelly)                 | 2018 | —                      | —                      | —                      | —                      | —                      | —                      | —                      |                                              | Night & Day (Day Edition)        |
| "The Dirt (Est. 1981)" (Mötley Crüe feat. Machine Gun Kelly)                            | 2019 | —                      | —                      | 18                     | —                      | —                      | —                      | —                      |                                              | The Dirt Soundtrack              |
| "Sorry Mama" (Phem feat. Machine Gun Kelly)                                             | 2019 | —                      | —                      | —                      | —                      | —                      | —                      | —                      |                                              | Singl bez alb                    |
| "Front Street" (YFL Kelvin feat. Machine Gun Kelly a YFL Pooh)                          | 2020 | —                      | —                      | —                      | —                      | —                      | —                      | —                      |                                              | Neva Lookin Back                 |
| "Sick and Tired" (Iann Dior feat. Machine Gun Kelly a Travis Barker)                    | 2020 | 15                     | —                      | 3                      | —                      | —                      | 9                      | —                      | - RIAA: Platinum - MC: Platinum - RMNZ: Gold | I'm Gone                         |
| "Stay Away" (Mod Sun feat. Machine Gun Kelly and Goody Grace)                           | 2020 | —                      | —                      | —                      | —                      | —                      | 27                     | —                      |                                              | Singl bez alb                    |
| "Acting Like That" (Yungblud feat. Machine Gun Kelly a Travis Barker)                   | 2020 | —                      | —                      | 16                     | —                      | —                      | 14                     | —                      |                                              | Weird!                           |
| "Wanna Be" (Jxdn feat. Machine Gun Kelly)                                               | 2021 | —                      | —                      | 25                     | —                      | —                      | 34                     | —                      |                                              | Tell Me About Tomorrow           |
| "Dont Sleep, Repeat" (44Phantom feat. Machine Gun Kelly)                                | 2022 | —                      | —                      | 49                     | —                      | —                      | —                      | —                      |                                              | Singly bez alb                   |
| "—" značí, že se nahrávka neumístila v hitparádách nebo v tomto území ani nebyla vydána |      |                        |                        |                        |                        |                        |                        |                        |                                              |                                  |

### Promo singly
| "Mind of a Stoner" (feat. Wiz Khalifa)                                                  | 2013 | —  | —  | —  | —  | —  | —  | —  |              | Black Flag               |
| "No Miracles" (Kid Ink feat. Elle Varner a Machine Gun Kelly)                           | 2013 | —  | 38 | —  | —  | —  | —  | —  |              | My Own Lane              |
| "World Series"                                                                          | 2015 | —  | —  | —  | —  | —  | —  | —  |              | General Admission        |
| "Go for Broke" (feat. James Arthur)                                                     | 2017 | —  | —  | —  | —  | —  | —  | —  |              | Bloom                    |
| "Habits"                                                                                | 2017 | —  | —  | —  | —  | —  | —  | —  |              | Bloom                    |
| "The Break Up"                                                                          | 2018 | —  | —  | —  | —  | —  | —  | —  | - RIAA: Gold | Bloom                    |
| "27"                                                                                    | 2018 | —  | —  | —  | —  | —  | —  | —  | - RIAA: Gold | Bloom                    |
| "Floor 13"                                                                              | 2019 | —  | —  | —  | —  | 22 | —  | —  |              | Hotel Diablo             |
| "A Girl Like You" (s Travis Barker)                                                     | 2021 | —  | —  | —  | —  | —  | —  | —  |              | Paradise City Soundtrack |
| "Bois Lie" (Avril Lavigne feat. Machine Gun Kelly)                                      | 2022 | —  | —  | 22 | 83 | 15 | —  | —  |              | Love Sux                 |
| "Make Up Sex" (s Blackbear)                                                             | 2022 | 59 | —  | 5  | 33 | 3  | 55 | 70 | - MC: Gold   | Mainstream Sellout       |
| "Taurus" (feat. Naomi Wild)                                                             | 2022 | —  | —  | 38 | —  | —  | —  | —  |              | Taurus                   |
| "—" značí, že se nahrávka neumístila v hitparádách nebo v tomto území ani nebyla vydána |      |    |    |    |    |    |    |    |              |                          |

## Další umístěné písně
| Název                                                                                   | Rok  | Umístění v hitparádách | Umístění v hitparádách | Umístění v hitparádách | Umístění v hitparádách | Umístění v hitparádách | Umístění v hitparádách | Umístění v hitparádách | Umístění v hitparádách | Umístění v hitparádách | Certifikace                                                                | Album                                    |
| Název                                                                                   | Rok  | US                     | US R&B /HH             | US Rock                | AUS                    | CAN                    | IRE                    | NZ Hot                 | UK                     | WW                     | Certifikace                                                                | Album                                    |
| --------------------------------------------------------------------------------------- | ---- | ---------------------- | ---------------------- | ---------------------- | ---------------------- | ---------------------- | ---------------------- | ---------------------- | ---------------------- | ---------------------- | -------------------------------------------------------------------------- | ---------------------------------------- |
| "Lace Up" (feat. Lil Jon)                                                               | 2012 | —                      | 104                    | —                      | —                      | —                      | —                      | —                      | —                      | —                      |                                                                            | Lace Up                                  |
| "See My Tears"                                                                          | 2012 | —                      | —                      | —                      | —                      | —                      | —                      | —                      | —                      | —                      | - RIAA: Gold                                                               | Lace Up                                  |
| "Ocho Cinco" (French Montana feat. Machine Gun Kelly, Diddy, Red Cafe a Los)            | 2013 | —                      | 52                     | —                      | —                      | —                      | —                      | —                      | —                      | —                      |                                                                            | Mac & Cheese 3 a Excuse My French        |
| "Alpha Omega"                                                                           | 2015 | —                      | —                      | —                      | —                      | —                      | —                      | —                      | —                      | —                      | - RIAA: Gold                                                               | General Admission                        |
| "Bad Motherfucker" (feat. Kid Rock)                                                     | 2015 | —                      | —                      | —                      | —                      | —                      | —                      | —                      | —                      | —                      | - RIAA: Platinum                                                           | General Admission                        |
| "Let You Go"                                                                            | 2017 | —                      | —                      | —                      | —                      | —                      | —                      | —                      | —                      | —                      | - RIAA: Platinum                                                           | Bloom                                    |
| "Candy" (feat. Trippie Redd)                                                            | 2019 | —                      | 49                     | —                      | —                      | 81                     | —                      | 21                     | —                      | —                      | - RIAA: Platinum - BPI: Silver - RMNZ: Gold                                | Hotel Diablo                             |
| "Ecstasy" (Young Thug feat. Machine Gun Kelly)                                          | 2019 | 92                     | 40                     | —                      | —                      | —                      | —                      | —                      | —                      | —                      |                                                                            | So Much Fun                              |
| "Title Track"                                                                           | 2020 | —                      | —                      | 15                     | —                      | 100                    | —                      | —                      | —                      | 197                    |                                                                            | Tickets to My Downfall                   |
| "Kiss Kiss"                                                                             | 2020 | —                      | —                      | 14                     | —                      | 99                     | —                      | —                      | —                      | 189                    |                                                                            | Tickets to My Downfall                   |
| "Drunk Face"                                                                            | 2020 | 91                     | —                      | 9                      | —                      | 72                     | —                      | 15                     | —                      | 120                    | - RIAA: Gold - BPI: Silver                                                 | Tickets to My Downfall                   |
| "Forget Me Too" (feat. Halsey)                                                          | 2020 | 44                     | —                      | 5                      | 51                     | 33                     | 47                     | 4                      | 40                     | 39                     | - RIAA: Platinum - ARIA: Gold - BPI: Silver - MC: 2× Platinum - RMNZ: Gold | Tickets to My Downfall                   |
| "All I Know" (feat. Trippie Redd)                                                       | 2020 | —                      | —                      | 11                     | —                      | 89                     | —                      | 16                     | —                      | 152                    |                                                                            | Tickets to My Downfall                   |
| "Lonely"                                                                                | 2020 | —                      | —                      | 16                     | —                      | —                      | —                      | —                      | —                      | —                      |                                                                            | Tickets to My Downfall                   |
| "WWIII"                                                                                 | 2020 | —                      | —                      | 35                     | —                      | —                      | —                      | —                      | —                      | —                      |                                                                            | Tickets to My Downfall                   |
| "Jawbreaker"                                                                            | 2020 | —                      | —                      | 27                     | —                      | —                      | —                      | —                      | —                      | —                      |                                                                            | Tickets to My Downfall                   |
| "Nothing Inside" (feat. Iann Dior)                                                      | 2020 | —                      | —                      | 20                     | —                      | —                      | —                      | —                      | —                      | —                      |                                                                            | Tickets to My Downfall                   |
| "Banyan Tree (Interlude)"                                                               | 2020 | —                      | —                      | 39                     | —                      | —                      | —                      | —                      | —                      | —                      |                                                                            | Tickets to My Downfall                   |
| "Play This When I'm Gone"                                                               | 2020 | —                      | —                      | 21                     | —                      | —                      | —                      | —                      | —                      | —                      |                                                                            | Tickets to My Downfall                   |
| "Body Bag" (feat. Yungblud a Bert McCracken)                                            | 2020 | —                      | —                      | 45                     | —                      | —                      | —                      | —                      | —                      | —                      |                                                                            | Tickets to My Downfall (SOLD OUT Deluxe) |
| "Hangover Cure"                                                                         | 2020 | —                      | —                      | —                      | —                      | —                      | —                      | —                      | —                      | —                      |                                                                            | Tickets to My Downfall (SOLD OUT Deluxe) |
| "Split a Pill"                                                                          | 2020 | —                      | —                      | —                      | —                      | —                      | —                      | —                      | —                      | —                      |                                                                            | Tickets to My Downfall (SOLD OUT Deluxe) |
| "Can't Look Back"                                                                       | 2020 | —                      | —                      | —                      | —                      | —                      | —                      | —                      | —                      | —                      |                                                                            | Tickets to My Downfall (SOLD OUT Deluxe) |
| "Misery Business" (s Travis Barker)                                                     | 2020 | —                      | —                      | 33                     | —                      | —                      | —                      | —                      | —                      | —                      |                                                                            | Tickets to My Downfall (SOLD OUT Deluxe) |
| "F*ck You, Goodbye" (The Kid Laroi feat. Machine Gun Kelly)                             | 2020 | 99                     | 41                     | —                      | 64                     | —                      | —                      | 6                      | —                      | 151                    | - RIAA: Platinum - ARIA: Gold - BPI: Silver - MC: Platinum - RMNZ: Gold    | F*ck Love (Savage)                       |
| "Roll the Windows Up"                                                                   | 2022 | —                      | —                      | —                      | —                      | —                      | —                      | 40                     | —                      | —                      |                                                                            | Lockdown Sessions                        |
| "In These Walls (My House)" (feat. Pvris)                                               | 2022 | —                      | —                      | 49                     | —                      | —                      | —                      | —                      | —                      | —                      |                                                                            | Lockdown Sessions                        |
| "Born with Horns"                                                                       | 2022 | —                      | —                      | 22                     | —                      | —                      | —                      | 13                     | —                      | —                      |                                                                            | Mainstream Sellout                       |
| "God Save Me"                                                                           | 2022 | —                      | —                      | 19                     | —                      | —                      | —                      | —                      | —                      | —                      |                                                                            | Mainstream Sellout                       |
| "Drug Dealer" (feat. Lil Wayne)                                                         | 2022 | —                      | —                      | 15                     | —                      | 92                     | —                      | 11                     | —                      | —                      |                                                                            | Mainstream Sellout                       |
| "Mainstream Sellout"                                                                    | 2022 | —                      | —                      | 25                     | —                      | —                      | —                      | —                      | —                      | —                      |                                                                            | Mainstream Sellout                       |
| "5150"                                                                                  | 2022 | —                      | —                      | 23                     | —                      | —                      | —                      | —                      | —                      | —                      |                                                                            | Mainstream Sellout                       |
| "WW4"                                                                                   | 2022 | —                      | —                      | 32                     | —                      | —                      | —                      | —                      | —                      | —                      |                                                                            | Mainstream Sellout                       |
| "Fake Love Don't Last" (s Iann Dior)                                                    | 2022 | —                      | —                      | 16                     | —                      | 90                     | —                      | 14                     | —                      | —                      |                                                                            | Mainstream Sellout                       |
| "Die in California" (feat. Gunna, Young Thug, a Landon Barker)                          | 2022 | —                      | —                      | 17                     | —                      | 95                     | —                      | —                      | —                      | —                      |                                                                            | Mainstream Sellout                       |
| "Sid & Nancy"                                                                           | 2022 | —                      | —                      | 26                     | —                      | —                      | —                      | —                      | —                      | —                      |                                                                            | Mainstream Sellout                       |
| "Twin Flame"                                                                            | 2022 | —                      | —                      | 20                     | —                      | —                      | —                      | —                      | —                      | —                      |                                                                            | Mainstream Sellout                       |
| "9 Lives"                                                                               | 2022 | —                      | —                      | 19                     | —                      | —                      | —                      | —                      | —                      | —                      |                                                                            | Mainstream Sellout (Life in Pink deluxe) |
| "Last November"                                                                         | 2022 | —                      | —                      | —                      | —                      | —                      | —                      | —                      | —                      | —                      |                                                                            | Mainstream Sellout (Life in Pink deluxe) |
| "Beauty" (s Trippie Redd)                                                               | 2024 | —                      | —                      | —                      | —                      | —                      | —                      | 21                     | —                      | —                      |                                                                            | Genre: Sadboy                            |
| "Struggles" (s Trippie Redd)                                                            | 2024 | —                      | —                      | 45                     | —                      | —                      | —                      | —                      | —                      | —                      |                                                                            | Genre: Sadboy                            |
| "Time of Day" (s Jelly Roll)                                                            | 2024 | —                      | —                      | —                      | —                      | —                      | —                      | 35                     | —                      | —                      |                                                                            | Beautifully Broken                       |
| "—" značí, že se nahrávka neumístila v hitparádách nebo v tomto území ani nebyla vydána |      |                        |                        |                        |                        |                        |                        |                        |                        |                        |                                                                            |                                          |

## Videoklipy
| Název                                                                                     | Rok  | Režisér                          |
| ----------------------------------------------------------------------------------------- | ---- | -------------------------------- |
| "Chip Off the Block"                                                                      | 2010 | neznámé                          |
| "Alice In Wonderland"                                                                     | 2010 | neznámé                          |
| "Cleveland" (ft. Dubo)                                                                    | 2010 | Rob Groulx                       |
| "I Know" (ft. Ray Jr.)                                                                    | 2011 | Stephen M. Prewitt               |
| "Wild Boy" (ft. Waka Flocka Flame)                                                        | 2011 | Spiff TV                         |
| "Chasing Pavements"                                                                       | 2012 | T.S. Pfeffer                     |
| "Wild Boy" (Remix) (ft. Meek Mill, 2 Chainz, French Montana, Mystikal, Steve-O, Yo Gotti) | 2012 | Fredo Tovar, Scott Fleishman     |
| "Invincible" (ft. Ester Dean)                                                             | 2012 | Isaac Rentz                      |
| "Highline Ballroom Soundcheck"                                                            | 2012 | Spordy19xx                       |
| "EST 4 Life" (ft. Dubo, DJ Xplosive)                                                      | 2012 | Fredo Tovar, Scott Fleishman     |
| "Her Song"                                                                                | 2012 | Spordy19xx                       |
| "Stereo" (ft. Fitts Of The Kickdrums)                                                     | 2012 | Colin Tilley                     |
| "See My Tears"                                                                            | 2012 | Spordy19xx                       |
| "Hold On (Shut Up)" (ft. Young Jeezy)                                                     | 2012 | Charlie Zwick                    |
| "Ratchet" (ft. Dub-O, Ray Jr, Tezo, JP, Pooh Gutta)                                       | 2013 | Purple Films                     |
| "La La La (The Floating Song)"                                                            | 2013 | Spordy19xx                       |
| "Champions" (ft. Puff Daddy)                                                              | 2013 | Spordy19xx                       |
| "Skate Cans"                                                                              | 2013 | Spordy19xx                       |
| "Breaking News"                                                                           | 2013 | Spordy19xx                       |
| "All Black Tuxedos" (ft. Tezo)                                                            | 2013 | Spordy19xx                       |
| "Home Soon"                                                                               | 2013 | Machine Gun Kelly                |
| "Swing Life Away" (feat. Kellin Quinn)                                                    | 2013 | Charlie Zwick                    |
| "Mind of a Stoner" (ft. Wiz Khalifa)                                                      | 2014 | Charlie Zwick                    |
| "Halo"                                                                                    | 2014 | Zac Facts                        |
| "State of Mind"                                                                           | 2014 | Ian Moore                        |
| "Sail"                                                                                    | 2014 | Mod Sun                          |
| "Wanna Ball"                                                                              | 2014 | Casey McPerry                    |
| "Raise the Flag"                                                                          | 2014 | JR Saint                         |
| "Till I Die"                                                                              | 2015 | Casey McPerry                    |
| "Against the World"                                                                       | 2015 | Machine Gun Kelly                |
| "A Little More" (ft. Victoria Monét)                                                      | 2015 | Machine Gun Kelly                |
| "Till I Die Part II" (ft. Bone Thugs-n-Harmony, French Montana, Yo Gotti & Ray Cash)      | 2015 | Machine Gun Kelly, Casey McPerry |
| "Blue Skies"                                                                              | 2015 | Casey McPerry                    |
| "Almost"                                                                                  | 2015 | Machine Gun Kelly                |
| "World Series"                                                                            | 2015 | Charlie Zwick                    |
| "Gone" (ft. Leroy Sanchez)                                                                | 2015 | Casey McPerry                    |
| "Alpha Omega"                                                                             | 2016 | Ryan Hardy, Ryan Girard          |
| "Spotlight" (ft. Lzzy Hale)                                                               | 2016 | JR Saint                         |
| "All Night Long"                                                                          | 2016 | Mod Sun                          |
| "4th Coast Freestyle"                                                                     | 2016 | Machine Gun Kelly                |
| "Chill Bill Remixx" (ft. Tezo, Dub-o)                                                     | 2016 | Mod Sun                          |
| "Young Man" (ft. Chief Keef)                                                              | 2016 | Ian Moore                        |
| "Sublime remiXX"                                                                          | 2016 | Mod Sun                          |
| "Bad Things" (s Camila Cabello)                                                           | 2016 | Hannah Lux Davis                 |
| "Dopeman"                                                                                 | 2017 | Steven Caple Jr.                 |
| "At My Best" (ft. Hailee Steinfeld)                                                       | 2017 | Hannah Lux Davis                 |
| "The Gunner"                                                                              | 2017 | Daniel CZ                        |
| "Trap Paris" (ft. Quavo, Ty Dolla Sign)                                                   | 2017 | Ben Griffin                      |
| "Let You Go"                                                                              | 2017 | Ryan Hardy                       |
| "Merry Go Round"                                                                          | 2017 | Lauren Dulay                     |
| "Golden God"                                                                              | 2017 | Jordan Wozy!                     |
| "Habits"                                                                                  | 2017 | Jordan Wozy!                     |
| "The Break Up"                                                                            | 2018 | Jordan Wozy!                     |
| "27"                                                                                      | 2018 | Ryan Hardy                       |
| "Loco"                                                                                    | 2018 | Jordan Wozy!                     |
| "Rap Devil"                                                                               | 2018 | neznámé                          |
| "I Think I'm Okay" (s Yungblud, Travis Barker)                                            | 2019 | Andrew Sandler                   |
| "Candy" (ft. Trippie Redd)                                                                | 2019 | Miles & AJ                       |
| "El Diablo"                                                                               | 2019 | Snuffy.NYC, Jimmy Regular        |
| "5:3666" (ft. phem)                                                                       | 2019 | Jordan Wozy!, Machine Gun Kelly  |
| "Glass House" (ft. Naomi Wild)                                                            | 2019 | Jordan Wozy!                     |
| "Why Are You Here"                                                                        | 2020 | Miles & AJ                       |
| "Bullets With Names" (ft. Young Thug, RJMrLA, Lil Duke)                                   | 2020 | Sam Cahill                       |
| "Bloody Valentine"                                                                        | 2020 | Michael Garcia                   |
| "Concert for Aliens"                                                                      | 2020 | Mod Sun                          |
| "My Ex's Best Friend" (ft. blackbear)                                                     | 2020 | Van Alpert                       |
| "Drunk Face"                                                                              | 2020 | Mod Sun                          |
| "Forget Me Too" (ft. Halsey)                                                              | 2020 | Philip Andelman                  |
| "DayWalker" (ft. CORPSE)                                                                  | 2021 | Machine Gun Kelly, Sam Cahill    |
| "love race" (feat. Kellin Quinn)                                                          | 2021 | Machine Gun Kelly                |
| "papercuts"                                                                               | 2021 | Cole Bennett                     |
| "Emo Girl" (feat. Willow)                                                                 | 2022 | Drew Kirsh                       |
| "ay!" (s Lil Wayne)                                                                       | 2022 | Hunter Simmons                   |
| "maybe" (feat. Bring Me The Horizon)                                                      | 2022 | Marc Klasfeld                    |
| "make up sex" (ft. blackbear)                                                             | 2022 | Philip Andelman                  |
| "more than life" (ft. glaive)                                                             | 2022 | Colin Tilley                     |
| "9 lives"                                                                                 | 2022 | Sam Cahill                       |
| "Pressure"                                                                                | 2023 | Sam Cahill                       |
| "Dont Let Me Go"                                                                          | 2024 | Sam Cahill                       |
| "Lost Boys" (s Trippie Redd)                                                              | 2024 | Sam Cahill                       |
| "Beauty" (s Trippie Redd)                                                                 | 2024 | Philip R. Lopez                  |
| "Time Travel" (s Trippie Redd)                                                            | 2024 | Sam Cahill                       |
| "BMXXing"                                                                                 | 2024 | Sam Cahill                       |
| "I Think I'm Okay" (Sad Version) (s Yungblud)                                             | 2024 | Sam Cahill                       |
| "Lonely Road" (feat. Jelly Roll)                                                          | 2024 | Sam Cahill                       |
| "Your Name Forever"                                                                       | 2025 | Sam Cahill                       |

## Spoluumělec
| Název                                               | Rok  | Další umělec                                          | Album                                                                   |
| --------------------------------------------------- | ---- | ----------------------------------------------------- | ----------------------------------------------------------------------- |
| "My City"                                           | 2011 | Kid Ink, Killa Kyleon, Red Cafe                       | —                                                                       |
| "Boatload (Inhale)"                                 | 2011 | Juicy J                                               | Rubba Band Business 2                                                   |
| "OhMyGod(OMGMGK)"                                   | 2011 | The Madden Brothers                                   | Before — Volume One                                                     |
| "On Fire (Drug Dealer Girl Part II) (Rage To This)" | 2011 | Mike Posner                                           | The Layover                                                             |
| "Sloppy" (Remix)                                    | 2011 | Ray Jr., Krayzie Bone                                 | —                                                                       |
| "My Life"                                           | 2012 | The Kickdrums                                         | Follow the Leaders                                                      |
| "It's My Party"                                     | 2012 | Roscoe Dash, Lil Jon                                  | 2.0                                                                     |
| "Big Bass"                                          | 2012 | Khil Datta                                            | Movementality                                                           |
| "Ocho Cinco"                                        | 2012 | French Montana, Diddy, Red Café, Los                  | Mac & Cheese 3 / Excuse My French                                       |
| "Hell & Back" (Remix)                               | 2012 | Kid Ink                                               | Rocketshipshawty                                                        |
| "Alone"                                             | 2013 | Sleeping with Sirens                                  | Feel                                                                    |
| "Free The Madness"                                  | 2013 | Steve Aoki                                            | Neon Future I                                                           |
| "Weak Stomach"                                      | 2013 | Caskey                                                | The Transient Classics                                                  |
| "All for You"                                       | 2014 | French Montana, Lana Del Rey, Wiz Khalifa, Snoop Dogg | Coke Boys 4                                                             |
| "Body Parts"                                        | 2014 | Migos                                                 | No Label 2                                                              |
| "Police"                                            | 2014 | Pooh Gutta                                            | Shark Season 2 (The Ratchet Album)                                      |
| "Ratchet"                                           | 2014 | Pooh Gutta, Dubo, Tezo, Ray Jr                        | Shark Season 2 (The Ratchet Album)                                      |
| "Show Must Go On"                                   | 2015 | Kid Ink, Math Allen                                   | Full Speed                                                              |
| "Go Crazy"                                          | 2015 | Waka Flocka Flame                                     | Salute Me or Shoot Me 5                                                 |
| "Same Crew" (Remix)                                 | 2015 | Ray Jr., Dej Loaf, Young Dolph, Troy Ave              | —                                                                       |
| "Party In The 6"                                    | 2015 | Pooh Gutta, Ray Jr                                    | East St Cleveough                                                       |
| "Shoot'Em Down"                                     | 2015 | Mod Sun, Blackbear                                    | Look Up                                                                 |
| "Mention"                                           | 2017 | Ripp Flamez                                           | Project Melodies 2                                                      |
| "Sunrise Trailer Park"                              | 2017 | Papa Roach                                            | Crooked Teeth                                                           |
| "E.Z."                                              | 2017 | Blackbear                                             | Cybersex                                                                |
| "No Reason (the Mosh Pit Song)"                     | 2018 | Tech N9ne, Y2                                         | Planet                                                                  |
| "Lift Off"                                          | 2018 | Mike Shinoda, Chino Moreno                            | Post Traumatic                                                          |
| "Bounce Out With That (Remix)"                      | 2018 | YBN Nahmir                                            | YBN: The Mixtape                                                        |
| "Rowdy"                                             | 2019 | Yelawolf, DJ Paul                                     | Trunk Muzik III                                                         |
| "Ecstasy"                                           | 2019 | Young Thug                                            | So Much Fun                                                             |
| "Pill Breaker"                                      | 2021 | Trippie Redd, Travis Barker, Blackbear                | Neon Shark vs Pegasus                                                   |
| "Red Sky"                                           | 2021 | Trippie Redd, Travis Barker                           | Neon Shark vs Pegasus                                                   |
| "Bois Lie"                                          | 2022 | Avril Lavigne                                         | Love Sux                                                                |
| "Death Around The Corner"                           | 2022 | EST Gee                                               | I Never Felt Nun                                                        |
| "Genie in a Bottle" (Spotify Anniversaries Version) | 2024 | Christina Aguilera                                    | The 25th Anniversary of Christina Aguilera (Spotify Anniversaries Live) |
| "Time of Day"                                       | 2024 | Jelly Roll                                            | Beautifully Broken                                                      |

### Spolupráce
| Název                                                   | Detaily o albu |
| ------------------------------------------------------- | --- |
| Audio Up presents Original Music from Halloween In Hell | - Vydáno: říjen 2020 - Vydavatelství: Audio Up, Columbia Records - S: Audio Chateau, 24kGoldn, Iann Dior, Phem, Dana Dentata, BigKlit, Tommy Lee |